# الیو فیوروچی
الیو فیوروچی (انگلیسی: Elio Fiorucci; ۱۰ ژوئن ۱۹۳۵ – ۱۹ ژوئیهٔ ۲۰۱۵) کارآفرین و طراح مد اهل ایتالیا بود، که در سال ۱۹۶۷ شرکت فیوروچی را تأسیس کرد.